# Звезда Содружества
Звезда Содружества (англ. Commonwealth Star), также известная, как Звезда Федерации (The Federation Star, Star of Federation) или Семиконечная звезда (The Seven Point Star) — семилучевая звезда, символизирующая Федерацию Австралии, организованную 1 января 1901 года.
Шесть лучей звезды символизируют шесть изначальных штатов Содружества Австралии (Commonwealth of Australia), в то время как седьмой луч символизирует территории и будущие штаты. Вначале Звезда имела только шесть лучей, однако, с созданием в 1905 году Территории Папуа, в 1908 году был добавлен седьмой луч, символизирующий её и все будущие территории.

## Использование
Звезда содружества находится как на гербе Австралии, так и на её флаге. На флаге Звезда Содружества расположена в древковой части под Юнион Джеком. На гербе Звезда формирует нашлемник поверх сине-золотого бурелета.

## Галерея
- Флаг Австралии
- Герб Австралии (1912)
- Герб Австралии (1908)
- Королевский австралийский штандарт (1962–2022)
- Лента медали «За службу в силах обороны»[англ.] (40 лет)
- Австралийская монета в 6 пенсов 1951 года[англ.]
- Круглая монета в 50 центов[англ.] 1966 года
- Монеты австралийского фунта[англ.]
- Полпенни[англ.] и один пенни[англ.]